# ワイルドカードシリーズ
ワイルドカードシリーズ（英: Wild Card Series, WCS）は、メジャーリーグベースボールにおいて、2022年から採用されている一連のポストシーズントーナメント1回戦に相当するステージである。
一部の日本語メディアでは地区シリーズ進出決定戦と訳される場合がある。

## 概要
| アメリカンリーグ               | アメリカンリーグ               | アメリカンリーグ             |
| 西地区                         | 中地区                         | 東地区                       |
| ------------------------------ | ------------------------------ | ---------------------------- |
| ヒューストン・アストロズ       | シカゴ・ホワイトソックス       | ボルチモア・オリオールズ     |
| ロサンゼルス・エンゼルス       | クリーブランド・ガーディアンズ | ボストン・レッドソックス     |
| オークランド・アスレチックス   | デトロイト・タイガース         | ニューヨーク・ヤンキース     |
| シアトル・マリナーズ           | カンザスシティ・ロイヤルズ     | タンパベイ・レイズ           |
| テキサス・レンジャーズ         | ミネソタ・ツインズ             | トロント・ブルージェイズ     |
| ナショナルリーグ               |                                |                              |
| 西地区                         | 中地区                         | 東地区                       |
| アリゾナ・ダイヤモンドバックス | シカゴ・カブス                 | アトランタ・ブレーブス       |
| コロラド・ロッキーズ           | シンシナティ・レッズ           | マイアミ・マーリンズ         |
| ロサンゼルス・ドジャース       | ミルウォーキー・ブルワーズ     | ニューヨーク・メッツ         |
| サンディエゴ・パドレス         | ピッツバーグ・パイレーツ       | フィラデルフィア・フィリーズ |
| サンフランシスコ・ジャイアンツ | セントルイス・カージナルス     | ワシントン・ナショナルズ     |

3地区の優勝チームに加え、地区優勝を逃したチームのうち、勝率の高い3チームをワイルドカードとして6チームでポストシーズンは行われる。地区優勝チームは勝率順にシード1,2,3が割り当てられる。ワイルドカードチームは勝率順にシード4,5,6が割り当てられる。シード1,2はワイルドカードシリーズが免除されて直接ディビジョンシリーズに進出する。シード3,4,5,6がワイルドカードシリーズを戦う。
シード、地区優勝、およびワイルドカードのチームを決定する際、勝率が同じチームが存在した場合はタイブレーカーが適用される。
ワイルドカードは次の2カードとなる。シード3(地区優勝チームの中で最低勝率チーム)がシード6と戦い、シード4がシード5と戦う。シード順の高いチームの本拠地球場にて3戦2勝制を争い、その勝者が、ディビジョンシリーズへ進出する。
ディビジョンシリーズでは、シード3と6の勝者がシード2と戦い、シード4と5の勝者がシード1と戦う。
レギュラーシーズンを別表に示した3地区制にした1994年から2011年までは、各地区の1位チーム3チームに加え、2位の中の最高勝率チーム1チームをワイルドカードとしてプレーオフのリーグセミファイナルに当たる1回戦・ディビジョンシリーズに出場させていた。2012年から2021年までは、ワイルドカードゲームとして、地区優勝3チームを除いたリーグの勝率上位2チームがワイルドカードへのノミネートチームとして進出するかたちを取り、そこでの1試合でのプレーオフで勝利したチームが、ワイルドカードチームとして、このときからプレーオフの2回戦となったディビジョンシリーズへの進出ができるようになっていた。

## 歴代結果

### アメリカンリーグ
| 開催年 | 地区1位の最低勝率チーム （ホーム球団） | 対戦成績 | 第3ワイルドカード （ビジター球団） | 第1ワイルドカード （ホーム球団）  | 対戦成績 | 第2ワイルドカード （ビジター球団）  |
| ------ | -------------------------------------- | -------- | ---------------------------------- | --------------------------------- | -------- | ----------------------------------- |
| 2022   | クリーブランド・ガーディアンズ（中）   | 2-0      | タンパベイ・レイズ（東3位）        | トロント・ブルージェイズ（東2位） | 0-2      | シアトル・マリナーズ（西2位）       |
| 2023   | ミネソタ・ツインズ（中）               | 2-0      | トロント・ブルージェイズ（東3位）  | タンパベイ・レイズ（東2位）       | 0-2      | テキサス・レンジャーズ（西2位）     |
| 2024   | ヒューストン・アストロズ（西）         | 0-2      | デトロイト・タイガース（中3位）    | ボルチモア・オリオールズ（東2位） | 0-2      | カンザスシティ・ロイヤルズ（中2位） |

### ナショナルリーグ
| 開催年 | 地区1位の最低勝率チーム （ホーム球団） | 対戦成績 | 第3ワイルドカード （ビジター球団）      | 第1ワイルドカード （ホーム球団）      | 対戦成績 | 第2ワイルドカード （ビジター球団） |
| ------ | -------------------------------------- | -------- | --------------------------------------- | ------------------------------------- | -------- | ---------------------------------- |
| 2022   | セントルイス・カージナルス（中）       | 0-2      | フィラデルフィア・フィリーズ（東3位）   | ニューヨーク・メッツ（東2位）         | 1-2      | サンディエゴ・パドレス（西2位）    |
| 2023   | ミルウォーキー・ブルワーズ（中）       | 0-2      | アリゾナ・ダイヤモンドバックス（西2位） | フィラデルフィア・フィリーズ（東2位） | 2-0      | マイアミ・マーリンズ（東3位）      |
| 2024   | ミルウォーキー・ブルワーズ（中）       | 1-2      | ニューヨーク・メッツ（東3位）           | サンディエゴ・パドレス（西2位）       | 2-0      | アトランタ・ブレーブス（東2位）    |